# Kościół Najświętszego Serca Pana Jezusa w Bieruniu
Kościół Najświętszego Serca Pana Jezusa – rzymskokatolicka świątynia parafialna znajdująca się w Bieruniu, w dzielnicy Bieruń Nowy.

## Historia
Jest to dawny kościół ewangelicki wybudowany w 1910. W 1922 odkupiony został od protestantów przez katolików za 200 0000 marek niemieckich i w dniu 5 listopada 1922 został konsekrowany na świątynię katolicką przez księdza Mateusza Bieloka, dziekana z Bierunia Starego. W latach 1925–1939 budowla została rozbudowana. Samodzielna parafia została utworzona w 1925. Po II wojnie światowej, w 1948, została dobudowana druga zakrystia i został powiększony chór.

## Wyposażenie
W centralnej części prezbiterium, w ołtarzu głównym jest umieszczona figura Najświętszego Serca Pana Jezusa, wykonana przez krakowskiego artystę Józefa Rapałę. Figura została poświęcona w 1958. Na bocznych ścianach świątyni zawieszone są obrazy Drogi Krzyżowej namalowane w 1949. przez Jana Nygę z Bierunia Starego, które są kopią „Drogi Krzyżowej" niemieckiego malarza Fuggla. Na prawo od prezbiterium jest umieszczony ołtarz Matki Boskiej Częstochowskiej oraz obraz przedstawiający św. Józefa z Dzieciątkiem Jezus. Po lewej stronie są umieszczone obrazy Jezusa Miłosiernego oraz Chrztu Chrystusa.